# Амуньела, Матиас
Ма́тиас Тулиоонгеле́ни Амунье́ла (англ. Mathias Tulyoongeleni Hamunyela; род. 15 октября 1992, Эпуку) — намибийский боксёр, представитель первой наилегчайшей весовой категории. Выступает за сборную Намибии по боксу начиная с 2013 года, серебряный призёр Африканских игр в Браззавиле, чемпион Африки, победитель и призёр первенств национального значения, участник летних Олимпийских игр в Рио-де-Жанейро.

## Биография
Матиас Амуньела родился 15 октября 1992 года в деревне Эпуку области Охангвена. Проходил подготовку в боксёрском зале команды Намибийской полиции.
Впервые заявил о себе в 2013 году, одержав победу на домашнем международном турнире Best of the Best в Онгуэдиве. Год спустя вошёл в основной состав намибийской национальной сборной и выступил на африканском Кубке наций в Южной Африке, где дошёл в первой наилегчайшей весовой категории до стадии полуфиналов и выиграл бронзовую медаль.
В 2015 году побывал на Африканских играх в Браззавиле, откуда привёз награду серебряного достоинства, выигранную в первом наилегчайшем весе — в решающем финальном поединке уступил конголезцу Франселю Муссиссе.
На африканской олимпийской квалификации в Камеруне сумел дойти до финала и благодаря этому выступлению удостоился права защищать честь страны на летних Олимпийских играх 2016 года в Рио-де-Жанейро. В категории до 49 кг благополучно прошёл первого соперника азербайджанца Руфата Гусейнова, но во втором бою в 1/16 финала со счётом 0:3 потерпел поражение от казаха Биржана Жакыпова.
После Олимпиады Амуньела остался в составе боксёрской команды Намибии и продолжил принимать участие в крупнейших международных турнирах. Так, в 2017 году он одолел всех соперников и завоевал золотую медаль на чемпионате Африки в Конго.